# Justus Dick Bakhuizen van den Brink
Justus Dick Bakhuizen van den Brink (Leiden, 15 november 1950) is een Nederlandse kunstschilder.

## Loopbaan
Bakhuizen van den Brink, afstammeling van de maritieme 17e-eeuwse schilder Ludolph Backhuysen, werd geboren als tweede zoon van Prof. Dr. R.C. Bakhuizen van den Brink en Willempje Hauer. Hij was al vroeg geïnteresseerd in kunst. Na zijn HBS-tijd heeft hij een korte periode doorgebracht op de Vrije Academie te Den Haag. In Leiden heeft hij vervolgens les gehad van Gerard de Wit bij Ars Aemula Naturae en bij de Leidse kunstenaarsgroep De Leidse Academie van Ed Vijsma.
In 1980 stopte hij met zijn werkzaamheden als programmeur bij het Ministerie van Verkeer en Waterstaat en begon hij voor zichzelf als beeldend kunstenaar in Leiden.

## Stijl
De schilderstijl van Bakhuizen van den Brink heeft een bio-morfologische inslag. Deze stijl wordt vaak geassocieerd met het surrealisme, maar zijn werk behoort tot verschillende stromingen. Hij begon steeds abstracter te werken, maar er was altijd nog wel te zien wat er was afgebeeld. In een poëtische droomwereld koppelt hij objecten los van hun oorspronkelijke functie om ze in zijn organische wereld te integreren.
Uit zijn Indische achtergrond en het feit dat zijn vader botanicus was, is zijn grondtoon voor zijn symbolische werken geboren. Deze organische wereld werd gedomineerd door seksuele problematiek, de natuur en de vrouw. Het werk van Bakhuizen van den Brink is herkenbaar door opvallend kleurgebruik, zowel in zijn abstracte als in zijn realistische schilderijen.

## Inspiratie
Bakhuizen van den Brink is geïnspireerd door schilders als Lourens Alma Tadema, Salvador Dalí, Boris Vallejo en Joan Miró en later door de Amerikaanse schilder Jackson Pollock, die tot het abstract expressionisme behoorde. Met name de biomorfologische stijl van onder anderen Miró heeft hem beïnvloed. Zijn tekenstijl kenmerkt zich vooral in de typische jugendstil-manier van werken (Aubrey Beardsley, Alphonse Mucha). Het is bijna een contra-reactie op het vormvervagende impressionisme. Symboliek en erotiek, uitgesproken zin voor het decoratieve en de bevallige verfijning, een optimistisch wereldbeeld en geloof in de toekomst zijn kenmerken in zijn schilderijen en tekeningen. Kenmerkend voor het werk is verder de mystiek en de vrouw, die een belangrijke rol vervult met scherpe lijnvoering en een voorkeur voor ornamentiek, waarbij wolken en vogelmotieven domineren. Vooral de getallen drie en zeven komen vaak voor in zijn tekeningen. Bakhuizen van den Brink zoekt in zijn illustraties naar een nieuwe uitdrukkingsvorm om zodoende een decoratief lijnenspel te situeren. De belangrijkste inspiratiebron voor zijn schilderijen is echter de natuur en grafische vormgeving voor zijn strakke pentekeningen.
Bakhuizen van den Brink behoort tevens tot het neo-symbolisme, een kunststroming die was opgericht door Jacob Kanbier op 20 mei 1989 in Leiden.

## Organisaties
Bakhuizen van den Brink was medeoprichter van Kunstenaars Centrum Haagweg 4 en stichting de Leidse School in 1993 te Leiden, waarvan hij bestuurslid was tot medio 1994. Anno 2022 is Dick de enige van de oorspronkelijke groep van 12 kunstenaars die op 16 maart 1993 de grote ambacht school kraakte. In 1997 kreeg hij de Culturele Prijs van de Socialistische Partij "De Gouden Tomaat", uitgereikt door de fractievoorzitter van de lokale SP, Daan Sloos.
In 2004 ontstond de gedachte om een kunstenaarscollectief op te richten bij Bakhuizen van den Brink, Hans de Vrijer, Jacob Maris en Raphael Ruben. Na het overlijden van Hans de Vrijer en Jacob Maris in 2008, richtte Bakhuizen van den Brink de Stichting "De Leidsche Mondialen" op, waar het kunstenaarscollectief De Leidsche Mondialen deel van uitmaakt. Deze stichting maakt zich hard voor onder andere de nalatenschap van overleden kunstenaars.
Bakhuizen van den Brink heeft jaren in het bestuur van de Stichting Stedenband Leiden-Oxford van de gemeente Leiden gezeten en is ook oprichter van het "Genootschap van Creatieve Andersdenkenden" in januari 2013. 

## Portretten
Rond 2000 legde hij zich toe op portretten van bekende en onbekende Nederlanders en buitenlanders. Geportretteerd werden onder meer Jeroen Krabbé, Beau van Erven Dorens, Harry Mulisch, Vanessa (Connie Breukhoven), Katja Schuurman, Manuëla Kemp, Jan Wolkers, Harry Mens, André Hazes, Roland Scholten (voormalig wereldkampioen darten), Keith Richards en Mick Jagger van de Rolling Stones.

## Exposities en musea
Bakhuizen van den Brink heeft in diverse landen geëxposeerd, waaronder in het Modern Museum van Oxford en in Kent (2006, Engeland), Sint Niklaas (België), Ventimiglia (Italië), Platja d'Aro (Spanje), Argentat en Beaulieu (Frankrijk) en in het gemeentehuis van de stad Toruń(Polen). In 2010 heeft Bakhuizen van den Brink de "Nannic Award" ontworpen, een beeldje dat aan Mary Borsato is uitgereikt door de actrice en musicalster Mariska van Kolck. Deze uitreiking vond plaats in hotel Huis Ter Duin in Noordwijk aan Zee in december 2010. In Nederland zijn de schilderijen van Harry Mulisch en Jules Deelder opgenomen in het Letterkundig Museum van de Koninklijke Bibliotheek te Den Haag in 2011. Zijn werk bevindt zich in binnen- en buitenland in musea, zoals in Toruń, Modern Museum in Oxford, en bij de Engelse actrice Julie Christie (Doctor Zhivago) en koningin Máxima.
Sinds oktober 2021 is door toedoen van Bakhuizen van den Brink het monumentale pand "Leidse Stadstimmerwerf" in beheer gesteld aan zijn kunstenaarsstichting "De Leidsche Mondialen". De Stadstimmerwerf is in 1612 gebouwd.
- RKD-Nederlands Instituut voor Kunstgeschiedenis: 113150